# Аријан Лека
Аријан Лека (рођен 1966. у Драчу) албански је писац и издавач.

## Биографија
Дипломирао је албански језик и књижевност на Универзитету у Тирани. Суоснивач и издавач часописа "Поетека", цењеног у Албанији - тромесечника посвећеног поезији и песничкој култури (алб. Poeteka - revistë e përtremuajshme për poezinë dhe kulturën poetike). Такође је иницијатор и директор Међународних фестивала поезије који се одржавају у Драчу. Године 2006. добио је стипендију Хајнрих Бел. Држао је предавања студентима Универзитета уметности у Тирани. Сарађује са часописом „Revista Urtesia” који издаје Бекташијска заједница, као и са часописом „Ars Poetica”. 
Живи у Тирани. Докторирао је књижевне науке и ради као истраживач на Академији за албанолошке студије. Академија наука Албаније је објавила 2020. његову књигу Социјалистички реализам у Албанији.

## Награде
Његова књижевна дела добила су националне и међународне награде:
- 2000 — Награда Удружења књижевника Албаније за збирку поезије — Брод сна;
- 2001 — Награда Удружења књижевника Албаније за најбољу лирику;
- 2002 — Специјална награда за поезију у Тетову, Македонија;
- 2002 — Награда Сонет, Хрватска (2002);
- Победник је европског такмичења: Европа, наша заједничка земља (Europe, our common country), које је организовало Министарство културе и спорта у Албанији, за том/избор кратких прича Мужевљева леђа, и бројних других награда.

### Проза
- Ky vend i qetë ku s'ndodh asgjë (Тиха земља у којој се ништа није догодило, кратке приче), 1994.
- Sacro & profano (есеји), 1997.
- Veset e të vdekurve, Тирана  (Греси мртвих, кратке приче), 1997.
- Legjendat më të bukura të botës, 1999.
- Gjarpri i shtëpisë, Тирана  (Кућна змија, роман), 2002.
- Shpina e burrit (Мужевљева леђа), 2005.

### Поезија
- Anija e gjumit (Брод снова), 2000.
- Strabizëm, 2004.